# Oskar von Lettow-Vorbeck
Hans Oskar von Lettow-Vorbeck (* 21. Dezember 1839 in Treptow; † 28. März 1904 in Oldenburg) war ein preußischer Generalmajor und Militärschriftsteller.

## Leben

### Herkunft
Oskar von Lettow-Vorbeck entstammte dem pommerschen Uradelsgeschlecht Lettow-Vorbeck. Er war der Sohn des preußischen Oberlandesgerichtsrates Heinrich von Lettow-Vorbeck (1803–1870) und dessen zweiten Ehefrau Minna, geborene Schütz (1813–1887).

### Militärkarriere
Lettow-Vorbeck trat am 25. April 1857 in das 4. Infanterie-Regiment der Preußischen Armee ein und avancierte Mitte Januar 1859 zum Sekondeleutnant. Nach einer Verwendung als Bataillonsadjutant absolvierte er die Kriegsakademie und nahm 1866 während des Krieges gegen Österreich an den Kämpfen bei Trautenau, Königgrätz und Tobitschau teil. Nach dem Krieg stieg Lettow-Vorbeck zum Premierleutnant auf und war in den Großen Generalstab kommandiert. Im Krieg gegen Frankreich kam er 1870 mit seinem Regiment bei der Einschließung und Belagerung von Metz zum Einsatz, bis Lettow-Vorbeck in der Schlacht von Noisseville schwer verwundet wurde. Als Hauptmann und ausgezeichnet mit dem Eisernen Kreuz II. Klasse lehrte er nach dem Friedensschluss von 1872 bis 1877 Taktik an der Kriegsschule Anklam. Daran schloss sich eine Verwendung als Kompaniechef im 4. Garde-Grenadier-Regiment Königin in Koblenz an. Lettow-Vorbeck stieg Mitte Oktober 1879 zum Major auf und kam im November 1881 als etatsmäßiger Stabsoffizier in das 7. Pommersche Infanterie-Regiment Nr. 54 in Kolberg. Zunächst wurde er dann am 12. Juni 1883 in den Nebenetat des Großen Generalstabes kommandiert und einen Monat später unter Stellung à la suite seines Regiments hierher versetzt. Am 17. Januar 1884 kam er in den Großen Generalstab, erhielt dort am 22. März 1886 den Rang und die Gebührnisse eines Abteilungschefs und avancierte im März 1887 zum Oberstleutnant. Zugleich fungierte Lettow-Vorbeck als Lehrer an der Kriegsakademie. Am 16. Februar 1889 folgte seine Ernennung zum Kommandeur des Oldenburgischen Infanterie-Regiments Nr. 91. Unter Belassung seiner bisherigen Uniform wurde Lettow-Vorbeck am 24. März 1890 zu den Offizieren von der Armee versetzt und ihm am 17. April 1890 der Abschied mit der gesetzlichen Pension bewilligt.
Nach seiner Verabschiedung ehrte ihn Großherzog Peter II. durch die Verleihung des Ehrenkomturkreuzes des Oldenburgischen Haus- und Verdienstordens des Herzogs Peter Friedrich Ludwig. Am 18. Januar 1901 erhielt Lettow-Vorbeck durch Wilhelm II. noch den Charakter als Generalmajor. Er war Ehrenritter des Johanniterordens.
Bereits während seiner aktiven Dienstzeit hatte sich Lettow-Vorbeck als Militärschriftsteller betätigt. Er publizierte u. a. im Militär-Wochenblatt und verfasste die Schriften Der Krieg von 1806 und 1807 in vier Bänden (1891–1896) sowie die Geschichte des Krieges von 1866 in Deutschland in drei Bänden (1897–1902).
Er erlitt beim Radfahren einen Schlaganfall und ertrank im Hunte-Ems-Kanal.

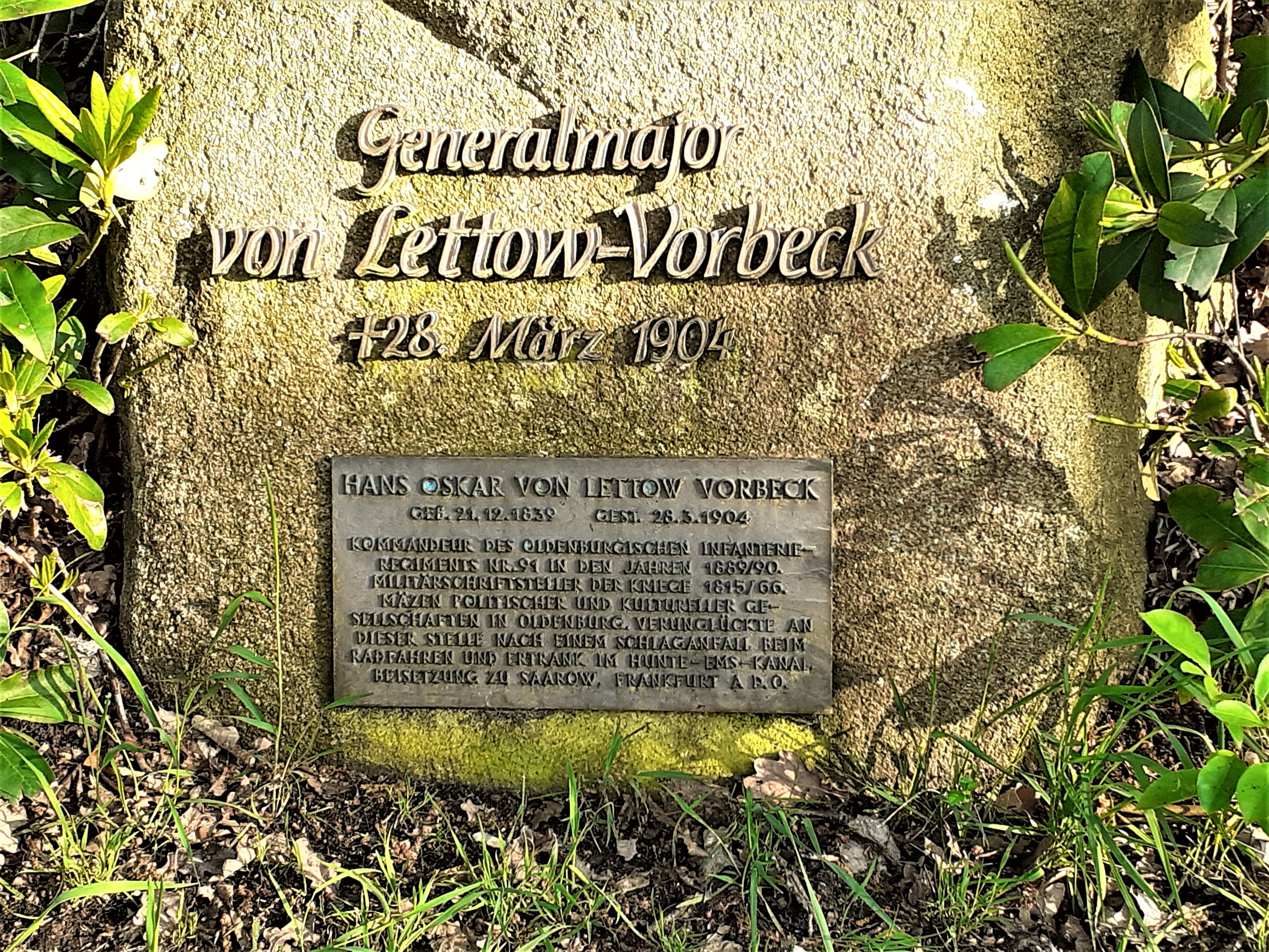
Gedenkstein an der Unfallstelle in OL, Nordmoslesfehner Straße

### Familie
Lettow-Vorbeck hatte sich am 5. Mai 1871 in Berlin mit Elsbeth Freiin von Bonseri (* 1845) verheiratet. Aus der Ehe gingen drei Kinder hervor:
- Irmgard (* 1872)
- Sohn (*/† 1872)
- Kurt (* 1876), preußischer Offizier

## Einzelnachweis
1. ↑  Militär-Wochenblatt. Nr. 21 vom 7. März 1891, S. 533.

| Personendaten    | Personendaten                                       |
| ---------------- | --------------------------------------------------- |
| NAME             | Lettow-Vorbeck, Oskar von                           |
| ALTERNATIVNAMEN  | Lettow-Vorbeck, Hans Oskar von (vollständiger Name) |
| KURZBESCHREIBUNG | preußischer Generalmajor und Militärschriftsteller  |
| GEBURTSDATUM     | 21. Dezember 1839                                   |
| GEBURTSORT       | Treptow                                             |
| STERBEDATUM      | 28. März 1904                                       |
| STERBEORT        | Oldenburg                                           |